# Humboldt-Deutzmotoren-Versuchslokomotive
Die Humboldt-Deutzmotoren Versuchslokomotive, auch als Bauart Triebnigg bezeichnet, war ein Prototyp einer Diesellokomotive mit Direktantrieb der Humboldt-Deutzmotoren AG. Die Pleuelstangen der drei Zylinder des Dieselmotors wirkten direkt auf die Treibradsätze.

## Geschichte
Die Lokomotive, die mit Unterstützung der Deutschen Reichsbahn entstand, verließ nach dreijähriger Bauzeit im Mai 1933 die Werkshallen der Humboldt-Deutzmotoren AG. Versuchsfahrten beim Lokomotiv-Versuchsamt Grunewald bestätigten die Tauglichkeit der Lokomotive. Sie wurde bis zu ihrer Zerstörung bei einem Bombenangriff im Zweiten Weltkrieg überwiegend im leichten Reisezugdienst um Köln eingesetzt. In Bezug auf die Leistung war sie mit der preußischen P 8 vergleichbar.
Die Technik des Direktantriebs wurde Ende der 1930er Jahre jedoch nicht weiter verfolgt, da die Entwicklung schnelllaufender Dieselmotoren mit elektrischer oder hydraulischer Kraftübertragung einen derartig hohen technischen Stand erreicht hatte, dass das Interesse am direkten Antrieb verloren  ging. Man hatte sich erhofft, durch den direkten Antrieb einen höheren Wirkungsgrad gegenüber den anderen Kraftübertragungsarten zu erreichen. Dieses Ziel wurde jedoch nicht erreicht:

„Man hat es umgekehrt fertiggebracht, eine Diesel-Lokomotive zu bauen, welche unter Last aus dem Stand ebenso anfahren kann wie eine Dampflokomotive (Bauart Triebnigg von Klöckner-Humboldt-Deutz). Diese Diesel-Lokomotive ist bei der Anfahrt mit ihrem Volldruckdiagramm natürlich ebenfalls äußerst wärmeunwirtschaftlich in theoretischer Beziehung. Dafür braucht sie aber weder Kupplung noch Getriebe, denn auch auf Steigungen kann sie im Gegensatz zu unseren gewöhnlichen Verbrennungsmotoren unter Verzicht auf beste Wärmewirtschaftlichkeit vorübergehend ihre Leistung ganz gewaltig steigern.“

## Technik
Der Antrieb der Lokomotive bestand aus drei doppeltwirkenden Zylindern, die nach dem Zweitaktprinzip arbeiteten. Die beiden äußeren waren, ähnlich wie bei einer Dampflokomotive, waagrecht angeordnet und wirkten auf die zweite Treibachse. Der dritte Zylinder war zwischen den Treibrädern angeordnet und arbeitete auf die als Kropfachse ausgeführte erste Treibachse. Die Lokomotive hatte vorn und hinten je ein Laufdrehgestell. Das vordere war mit Innenrahmen ausgeführt, das hintere mit Außenrahmen.
Der Anfahrvorgang erfolgte mithilfe von Druckluft, die mit einem Druck von etwa 20 bar, nach anderen Quellen 50 bar, in die Zylinder eingeblasen wurde. Sobald sich die Räder zu bewegen begannen, wurden Niederdruck-Kraftstoffpumpen aktiviert, die mechanisch über ein Achsgetriebe des zweiten Treibradsatzes angetrieben wurden. Der Kraftstoff wurde durch Anfahrdüsen in den Zylindern vernebelt und dort durch elektrisch beheizte Glühspiralen, ähnlich Glühkerzen, entzündet.
Mit steigender Geschwindigkeit wurde die Druckluftzufuhr gedrosselt, während die Hochdruck-Einspritzpumpen in Betrieb genommen und die Niederdruck-Kraftstoffpumpen ausgeschaltet wurden. Bei etwa 70 km/h lief der Dieselantrieb als Selbstzünder.
Im Vergleich zu anderen Lokomotiven mit Direktantrieb, wie beispielsweise der Diesel-Klose-Sulzer-Thermolokomotive, ermöglichte dieses Anfahrverfahren eine Einsparung von Druckluft. Dadurch konnte die Druckluftversorgungsanlage auf ein Sechstel der Größe einer Druckluftanlage für die reine Druckluftanfahrt reduziert werden. Die benötigte Druckluft wurde von einem Kompressor erzeugt, der von einem Hilfsdiesel angetrieben wurde. Dieser ungefähr über der zweiten Treibachse angeordnete Motor diente auch der Stromerzeugung und dem Antrieb des Ventilators der hinteren Kühlanlage.
Die Kühlanlagen saßen an beiden Enden der Lokomotive. Der Ventilator der vorderen Kühlanlage wurde von einem Elektromotor angetrieben, während der hintere Ventilator direkt von einer Riemenscheibe auf der Kurbelwelle des Hilfsdieselmotors über einen Riemen angetrieben wurde. Das Führerhaus war leicht aus der Mitte versetzt gegen das vordere Ende, jedoch hinter der Auspuffanlage mit Schalldämpfer angeordnet. Zwischen dem Führerhaus und dem Hilfsdieselmotor war der Kraftstofftank eingebaut.

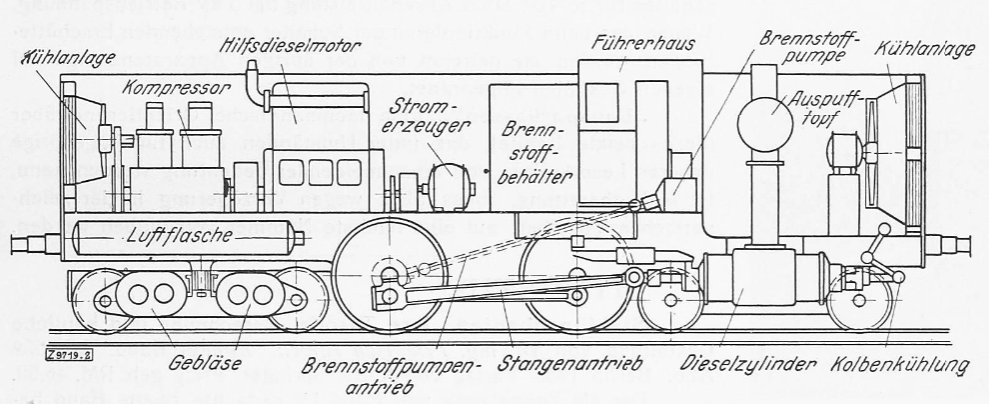
Schematische Typenskizze der Versuchslokomotive